# Mohamed Badawi
Mohamed Badawi (* 1965 in Omdurman, Sudan) ist ein aus dem Sudan stammender Hochschullehrer, Sprachwissenschaftler, Dolmetscher und Verlagsleiter. Daneben ist er seit 2019 Mitglied des Gemeinderats der Stadt Konstanz, Musiker und Gründer des „Sudan Education Project“.

## Leben
Badawis Familie gehört zu den Anhängern des Sufi-Ordens der Qadiriyya. Sein Vater war Erziehungsminister, die Mutter betrieb private Mädchenschulen im Sudan. Badawi lebt seit 1984 in Europa. Von 1984 bis 1993 studierte er Romanistik, Arabistik, Theoretische Linguistik und Deutsch an den Universitäten in Lyon und Konstanz. Im Anschluss an sein Studium promovierte er 1997 an der Universität Konstanz im Fachbereich Sprachwissenschaft. Seither lebt er mit seiner Familie in Konstanz.
Badawi ist Autor mehrerer Arabisch-Lehrbücher und Herausgeber der As-Sabil Sammelbände für Kulturpluralismus, die sich mit Kultur und Religion der arabischen Welt befassen. Außerdem ist er Inhaber des Verlags Badawi artes afro arabica.
2019 wurde Badawi für die Konstanzer Wählervereinigung Freie Grüne Liste von mehr als 25.000 Wählern und der höchsten Stimmenzahl aller Kandidaten in den Gemeinderat der Stadt Konstanz gewählt. Kurz danach erhielt er laut einem Bericht im Südkurier eine anonyme Mail mit rassistischen Anfeindungen, von der er sich jedoch nicht einschüchtern lassen wollte.

## Musiker
Badawi ist Gründer, Komponist und Sänger der Gruppen Badawi Band, Diwan und El Nour Ensemble. Neben dem Gesang spielt er auch Oud und Perkussion. In musikalischen Projekten spielte er unter anderem mit Hubl Greiner und der Südwestdeutschen Philharmonie zusammen.

## „Sudan Education Project“
Badawi ist außerdem der Gründer des „Sudan Education Projects“. Dafür entwarf er ein Konzept zur Gründung einer europäischen Universität im Großraum Khartum, der „Nihal European University“, und zum anderen werden Straßenkinder gefördert, indem ihnen Musikunterricht erteilt wird.

## Werke
- Mohamed Badawi, Christian A. Caroli: As-Sabil. Praktisches Lehrbuch zum Erlernen der Arabischen Sprache der Gegenwart, Band 1. Konstanz 2005, ISBN 978-3-938828-01-4.
- Mohamed Badawi, Christian A. Caroli: As-Sabil – Sammelbände für Kulturpluralismus, Band 1 (Europa und der Islam). Konstanz 2007, ISBN 978-3-938828-04-5.
- Mohamed Badawi, Christian A. Caroli: As-Sabil: Grundlagen der arabischen Schrift. Konstanz 2008, ISBN 978-3-938828-17-5.
- Mohamed Badawi, Christian A. Caroli: As-Sabil: Grundlagen der arabischen Verblehre. Konstanz 2008, ISBN 978-3-938828-14-4.
- Mohamed Badawi, Christian A. Caroli: As-Sabil – Sammelbände für Kulturpluralismus, Band 2 (Das Aufeinandertreffen von Kulturen). Konstanz 2009, ISBN 978-3-938828-26-7.
- Mohamed Badawi, Selma Badawi, Kharina Plöger (Zeichnungen): Amina die Trommlerin (Kinderbuch). Badawi Artes Afro Arabica, 2005. ISBN 978-3-938828-00-7.